# Jacek Wojciechowski (bibliotekarz)
Jacek Andrzej Wojciechowski (ur. 24 stycznia 1938 w Warszawie, zm. 30 grudnia 2024 w Krakowie) – polski profesor nauk humanistycznych w zakresie bibliotekoznawstwa, bibliotekarz dyplomowany, nauczyciel akademicki, długoletni dyrektor Wojewódzkiej Biblioteki Publicznej w Krakowie

## Życiorys
Do końca powstania warszawskiego przebywał Warszawie. Po wojnie wyjechał z ojcem do Anglii, do Polski powrócili w 1950. W 1959 ukończył studia polonistyczne w Wyższej Szkole Pedagogicznej im. Komisji Edukacji Narodowej w Krakowie. Po studiach podjął pracę w Wojewódzkiej Bibliotece Publicznej w Krakowie, a później był jej wieloletnim dyrektorem.
Stopień doktora otrzymał w 1979, a stopień doktora habilitowanego w 1990 na Wydziale Filologicznym Uniwersytetu Jagiellońskiego, tytuł rozprawy habilitacyjnej Powieść historyczna w świadomości potocznej.
Tytuł profesora nauk humanistycznych otrzymał w 1996. Był zatrudniony na stanowisku profesora zwyczajnego w Instytucie Informacji Naukowej i Bibliotekoznawstwa Uniwersytetu Jagiellońskiego. Pełnił funkcje kierownika Katedry Bibliotekoznawstwa oraz przewodniczącego Rady Instytutu (1977–2008). 
Jacek Wojciechowski jest autorem ponad 1100 artykułów i kilkunastu monografii naukowych dotyczących bibliotekarstwa, czytelnictwa i komunikacji społecznej.
Przez wiele lat współpracował z czasopismami literackimi, naukowymi i branżowymi, m.in. „Czytelnictwo”, „Przegląd Biblioteczny”, „Zagadnienia Informacji Naukowej”, „Bibliotekarz” (od 2012 prowadził stałą rubrykę Postaktualia), „Forum Akademickie”, „Kraków” i „Nowe Książki”, a także  z Wydawnictwem SBP, zarówno jako autor, jak też członek i przewodniczący Rady Naukowo-Programowej. Za wieloletnią współpracę i jej dokonania otrzymał Godność Członka Honorowego SBP (2017). W 2004 przeszedł na emeryturę.
Zmarł w Krakowie, pochowany 9 stycznia 2025 na cmentarzu Prądnik Czerwony – Batowice (kwatera H-CLXIV-płd II-9).

## Wybrane publikacje[10]
- Marketing w bibliotece. Wydaw. SBP 1993, 199 ss. ISBN 83-85778-08-1[11]
- Organizacja i zarządzanie w bibliotekach. PWN Warszawa 1997, 283 ss. ISBN 8301124326
- Bibliotekarstwo: kontynuacje i zmiany. Wydaw. Uniwersytetu Jagiellońskiego, Kraków 2001, 125 ss. ISBN 978-83-233-1439-4
- Biblioteka w komunikacji publicznej. Wydaw. SBP 2010, 271 ss. ISBN 9788361464389
- Biblioteki w nowym otoczeniu. Wydaw. SBP 2014, 303 ss. ISBN 978-836-42032-75
- Z lektur zagranicznych. „Przegląd Biblioteczny” 2024, 92, 2, s. 311-320

## Odznaczenia i nagrody
- Złoty Krzyż Zasługi
- Brązowy Krzyż Zasługi
- Odznaka „Zasłużony Działacz Kultury”
- Złota Odznaka „Zasłużony dla Ziemi Krakowskiej”
- Honorowa Odznaka SBP
- Medal SKOZK
- Nagroda Miasta Krakowa
- Nagroda Rady Funduszu Literatury przy Ministrze Kultury i Sztuki

Źródło:.